# أنجيلا أتابكيان
أنجيلا أتابكيان (ولدت في 11 إبريل 1938 بمدينة يريفان) عازفة قانون أرمينية، عازفة موسيقى، مؤرخة فن. فنانة الجماهير في الجمهورية الاشتراكية السوفياتية لعام (1986). أستاذة معهد يريفان الحكومي لعام(2003).

## السيرة الذاتية
ولدت أنجيلا أتابكيان بمدينة يريفان. سليلة العائلة الملكية أتابكيان. وتخرجت من كلية يريفيان للموسيقى عام 1955 والتي تم تسميتها فيما بعد رومانوس مليكيان، وفي 1938 من معهد يريفيان الموسيقي.
من عام 1956 حتى عام 1993 كانت عازفة لدى فرقة الآلات الشعبية التابعة لشركة التلفزيون والإذاعة الأرمنية. في 1959-2000 درست في كلية رومانوس مليكيان للموسيقى، منذ 1983 - في معهد يريفيان الموسيقي.
ألفت أنجيلا أتابكيان وحررت كُتيبين منهجيين. ومنذ 1972، أسست أتابكيان «أخوات أتابكيان» فرقة موسيقية، ومنذ 2012 كانت العضو المؤسس لإتحاد ميالق الغير حكومية.

## الجوائز
- فنانة الجماهير للجمهورية الاشتراكية السوفياتية لعام 1968
- حائزة على جائزة الحزب الجمهوري الأول (الميدالية الذهبية، 1957) ، وشهادة All-Union (دبلوم من الدرجة الأولى، 1957) ، مهرجان شباب اتحاد مطربي البوب (1958).

## المعرض
```
           
حفلة موسيقية للذكرى الثمانين لأنجيلا أتابكيان

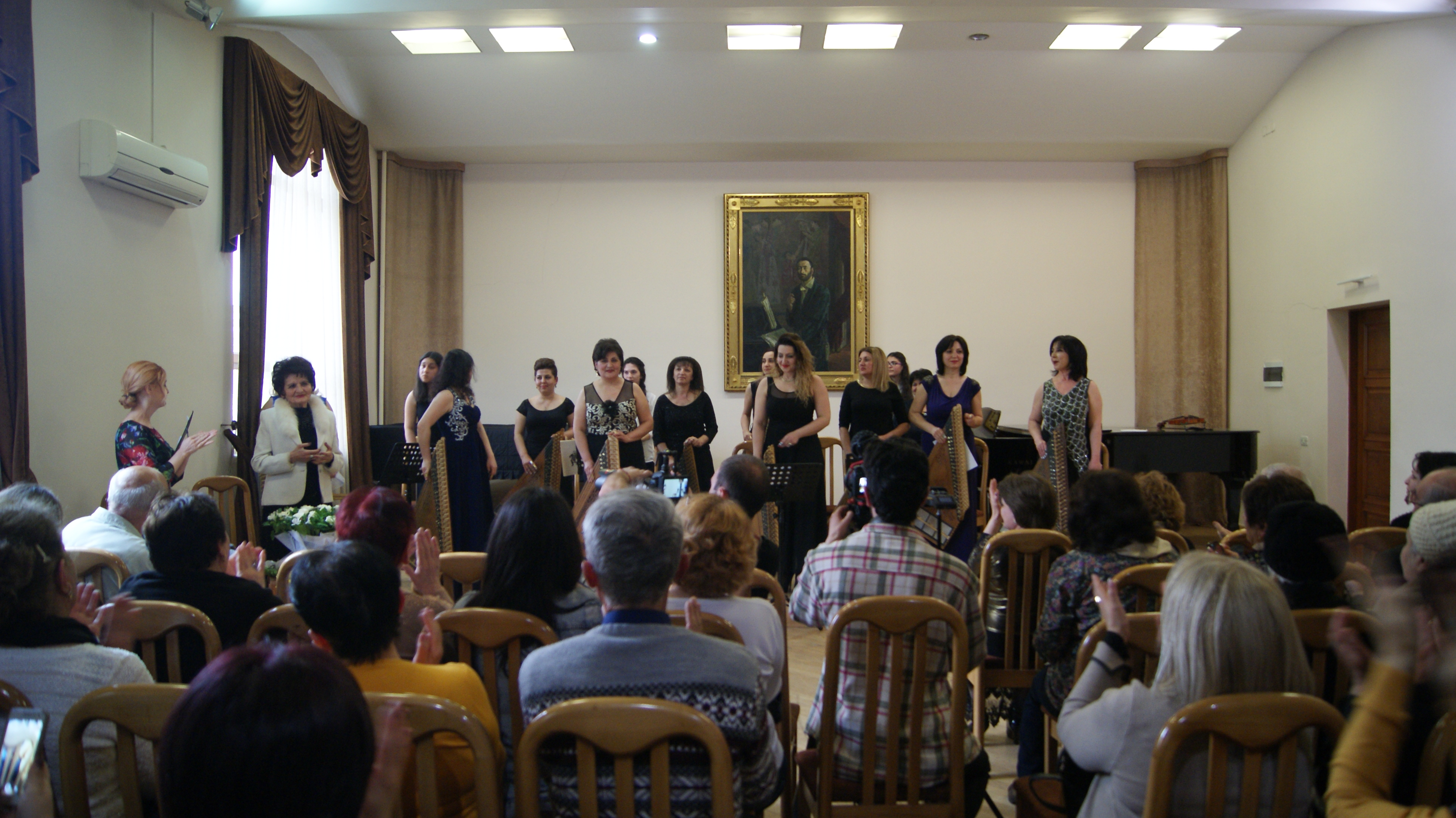

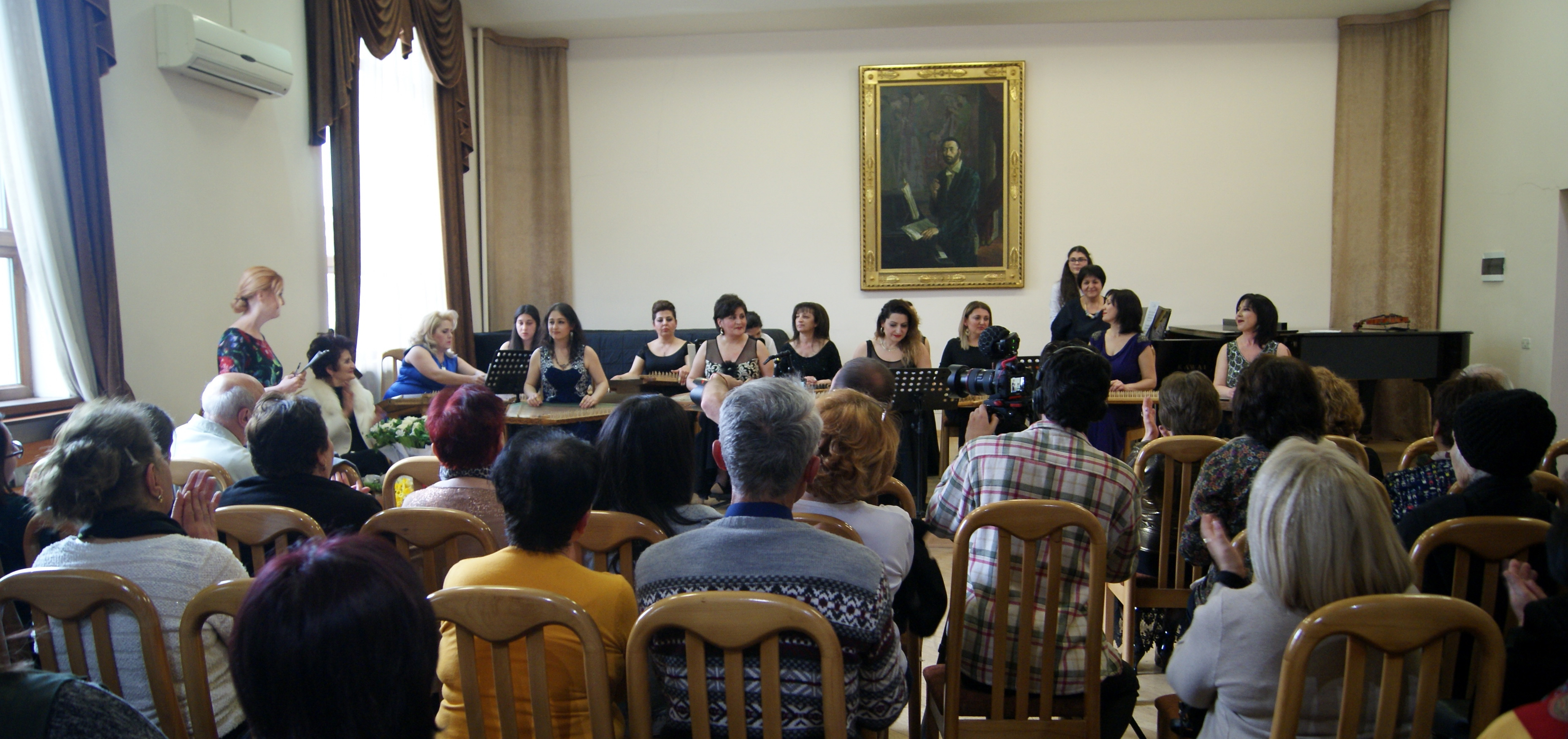

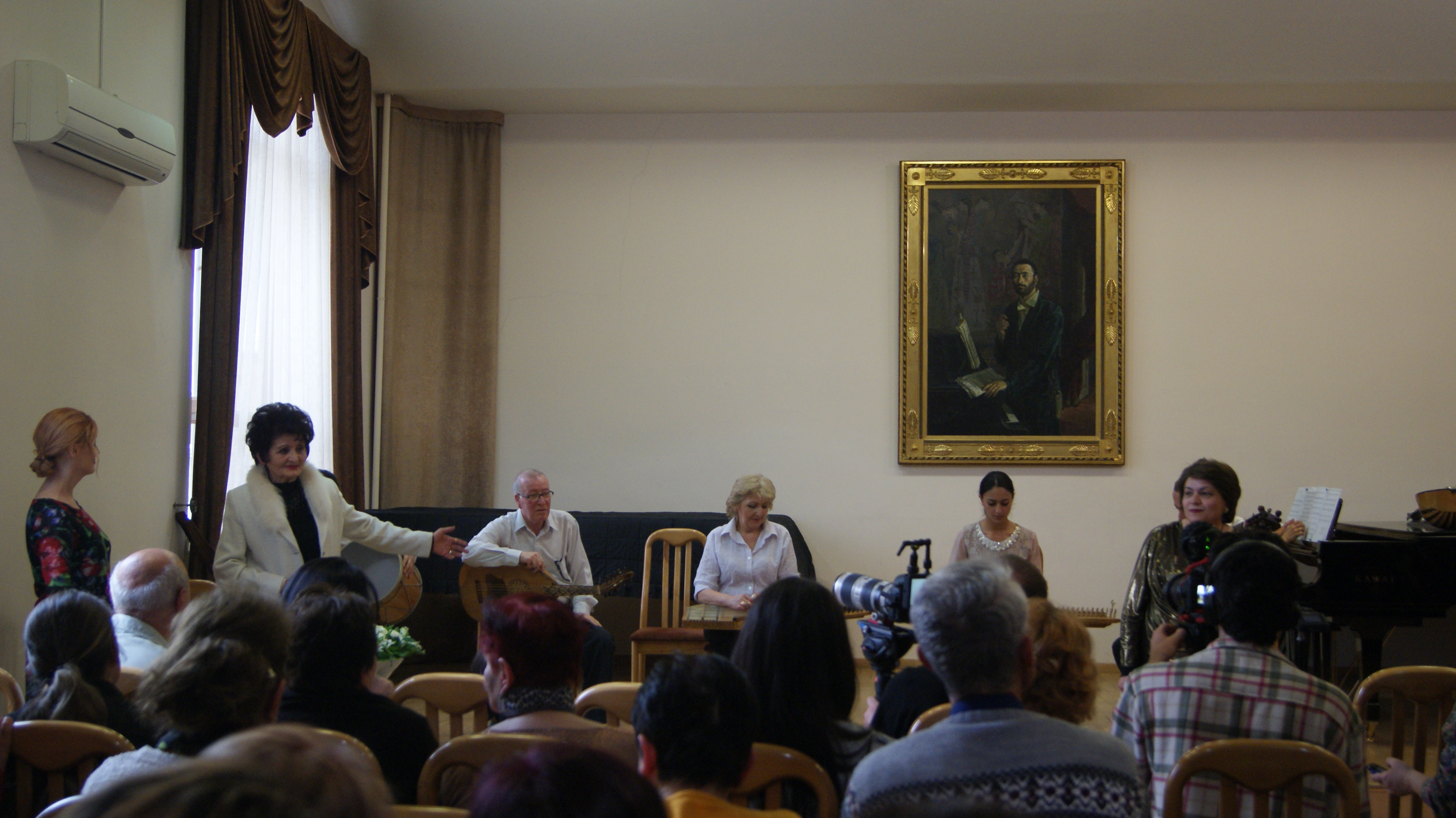

 بمعهد يريفان 
كوميتاس
 الموسيقي
```